# Mont Joly
Mont Joly – szczyt w Alpach Graickich, części Alp Zachodnich. Leży we wschodniej Francji w regionie Owernia-Rodan-Alpy. Należy do Masywu Beaufortain. Szczyt można zdobyć ze schroniska Chalet-Refuge du Mont-Joly (2002 m).